# Gran Premi d'Itàlia del 2012
El Gran Premi d'Itàlia de Fórmula 1 de la temporada 2012 s'ha disputat al Circuit de Monza, del 7 al 9 de setembre del 2012.

## Resultats de la qualificació
| Pos                                   | No | Pilot              | Constructor           | Part 1      | Part 2   | Part 3   | Sortida |
| ------------------------------------- | -- | ------------------ | --------------------- | ----------- | -------- | -------- | ------- |
| 1                                     | 4  | Lewis Hamilton     | McLaren-Mercedes      | 1:24.211    | 1:24.394 | 1:24.010 | 1       |
| 2                                     | 3  | Jenson Button      | McLaren-Mercedes      | 1:24.672    | 1:24.255 | 1:24.133 | 2       |
| 3                                     | 6  | Felipe Massa       | Ferrari               | 1:24.882    | 1:24.505 | 1:24.247 | 3       |
| 4                                     | 11 | Paul di Resta      | Force India-Mercedes  | 1:24.875    | 1:24.345 | 1:24.304 | 91      |
| 5                                     | 7  | Michael Schumacher | Mercedes GP           | 1:25.302    | 1:24.675 | 1:24.540 | 4       |
| 6                                     | 1  | Sebastian Vettel   | Red Bull-Renault      | 1:25.011    | 1:24.687 | 1:24.802 | 5       |
| 7                                     | 8  | Nico Rosberg       | Mercedes GP           | 1:24.689    | 1:24.515 | 1:24.833 | 6       |
| 8                                     | 9  | Kimi Räikkönen     | Lotus F1 Team-Renault | 1:25.151    | 1:24.742 | 1:24.855 | 7       |
| 9                                     | 14 | Kamui Kobayashi    | Sauber-Ferrari        | 1:25.317    | 1:24.683 | 1:25.109 | 8       |
| 10                                    | 5  | Fernando Alonso    | Ferrari               | 1:24.175    | 1:24.242 | 1:25.678 | 10      |
| 11                                    | 2  | Mark Webber        | Red Bull-Renault      | 1:25.556    | 1:24.809 |          | 11      |
| 12                                    | 18 | Pastor Maldonado   | Williams-Renault      | 1:25.103    | 1:24.820 |          | 222     |
| 13                                    | 15 | Sergio Pérez       | Sauber-Ferrari        | 1:25.300    | 1:24.901 |          | 12      |
| 14                                    | 19 | Bruno Senna        | Williams-Renault      | 1:25.135    | 1:25.042 |          | 13      |
| 15                                    | 16 | Daniel Ricciardo   | Toro Rosso-Ferrari    | 1:25.728    | 1:25.312 |          | 14      |
| 16                                    | 10 | Jérôme d'Ambrosio  | Lotus F1 Team-Renault | 1:25.834    | 1:25.408 |          | 15      |
| 17                                    | 17 | Jean-Éric Vergne   | Toro Rosso-Ferrari    | 1:25.649    | 1:25.441 |          | 16      |
| 18                                    | 20 | Heikki Kovalainen  | Caterham-Renault      | 1:26.382    |          |          | 17      |
| 19                                    | 21 | Vitali Petrov      | Caterham-Renault      | 1:26.887    |          |          | 18      |
| 20                                    | 24 | Timo Glock         | Marussia-Cosworth     | 1:27.039    |          |          | 19      |
| 21                                    | 25 | Charles Pic        | Marussia-Cosworth     | 1:27.073    |          |          | 20      |
| 22                                    | 23 | Narain Karthikeyan | HRT-Cosworth          | 1:27.441    |          |          | 21      |
| 23                                    | 22 | Pedro de la Rosa   | HRT-Cosworth          | 1:27.629    |          |          | 23      |
| Temps per la regla del 107%: 1:30.067 |    |                    |                       |             |          |          |         |
| 24                                    | 12 | Nico Hülkenberg    | Force India-Mercedes  | Sense temps |          |          | 243     |
| Source:                               |    |                    |                       |             |          |          |         |

Notes:
- ^1  — Paul di Resta ha estat penalitzat amb 5 places per substituir la caixa de canvi.[2]
- ^2  — Pastor Maldonado ha estat penalitzat amb 5 places per saltar-se la sortida de l'anterior GP i amb 5 places més per causar un accident al GP anterior.[3]
- ^3  — Nico Hülkenberg no va marcar cap temps però va ser admès a la cursa pels comissaris per haver marcat en els entrenaments temps per volta inferiors a la regla del 107%.

## Resultats de la Cursa
| Pos   | No | Pilot              | Constructor           | Voltes | Temps / Retirada | Pos.Sortida | Punts |
| ----- | -- | ------------------ | --------------------- | ------ | ---------------- | ----------- | ----- |
| 1     | 4  | Lewis Hamilton     | McLaren-Mercedes      | 53     | 1h 19' 41. 221   | 1           | 25    |
| 2     | 15 | Sergio Pérez       | Sauber-Ferrari        | 53     | + 4.356 s        | 12          | 18    |
| 3     | 5  | Fernando Alonso    | Ferrari               | 53     | + 20.594 s       | 10          | 15    |
| 4     | 6  | Felipe Massa       | Ferrari               | 53     | + 29.667 s       | 3           | 12    |
| 5     | 9  | Kimi Räikkönen     | Lotus F1 Team-Renault | 53     | + 30.881 s       | 7           | 10    |
| 6     | 7  | Michael Schumacher | Mercedes GP           | 53     | + 31.259 s       | 4           | 8     |
| 7     | 8  | Nico Rosberg       | Mercedes GP           | 53     | + 33.550 s       | 6           | 6     |
| 8     | 11 | Paul di Resta      | Force India-Mercedes  | 53     | + 41.057 s       | 9           | 4     |
| 9     | 14 | Kamui Kobayashi    | Sauber-Ferrari        | 53     | + 43.898 s       | 8           | 2     |
| 10    | 19 | Bruno Senna        | Williams-Renault      | 53     | + 48.144 s       | 13          | 1     |
| 11    | 18 | Pastor Maldonado   | Williams-Renault      | 53     | + 48.682 s       | 22          |       |
| 12    | 16 | Daniel Ricciardo   | Toro Rosso-Ferrari    | 53     | + 50.316 s       | 14          |       |
| 13    | 10 | Jérôme d'Ambrosio  | Lotus F1 Team-Renault | 53     | + 1' 15.861 min. | 15          |       |
| 14    | 20 | Heikki Kovalainen  | Caterham-Renault      | 52     | + 1 Volta        | 17          |       |
| 15    | 21 | Vitali Petrov      | Caterham-Renault      | 52     | + 1 Volta        | 18          |       |
| 16    | 25 | Charles Pic        | Marussia-Cosworth     | 52     | + 1 Volta        | 20          |       |
| 17    | 24 | Timo Glock         | Marussia-Cosworth     | 52     | + 1 Volta        | 19          |       |
| 18    | 22 | Pedro de la Rosa   | HRT-Cosworth          | 52     | + 1 Volta        | 23          |       |
| 19    | 23 | Narain Karthikeyan | HRT-Cosworth          | 52     | + 1 Volta        | 21          |       |
| 20    | 2  | Mark Webber        | Red Bull-Renault      | 51     | Pneumàtics       | 11          |       |
| 21    | 12 | Nico Hülkenberg    | Force India-Mercedes  | 50     | Frens            | 24          |       |
| 22    | 1  | Sebastian Vettel   | Red Bull-Renault      | 47     | Alternador       | 5           |       |
| Ret   | 3  | Jenson Button      | McLaren-Mercedes      | 32     | Pressió del Fuel | 2           |       |
| Ret   | 17 | Jean-Éric Vergne   | Toro Rosso-Ferrari    | 8      | Suspensions      | 16          |       |
| Font: |    |                    |                       |        |                  |             |       |

Notes:
- ^1  Romain Grosjean ha estat penalitzat amb l'exclusió de la cursa per provocar l'accident de la sortida del GP.[4] Ha estat substituït per Jérôme d'Ambrosio.[5]

## Classificació del mundial després de la cursa
| Pos | Pilot            | Punts |
| --- | ---------------- | ----- |
| 1   | Fernando Alonso  | 179   |
| 2   | Lewis Hamilton   | 142   |
| 3   | Kimi Räikkönen   | 141   |
| 4   | Sebastian Vettel | 140   |
| 5   | Mark Webber      | 132   |

| Pos | Constructor           | Punts |
| --- | --------------------- | ----- |
| 1   | Red Bull-Renault      | 272   |
| 2   | McLaren-Mercedes      | 243   |
| 3   | Ferrari               | 226   |
| 4   | Lotus F1 Team-Renault | 217   |
| 5   | Mercedes GP           | 126   |

- Nota: Només s'inclouen els 5 primers de cada classificació. Per veure-la completa aneu a Temporada 2012 de Fórmula 1

## Altres
- Pole: Lewis Hamilton 1' 24. 010

- Volta ràpida: Nico Rosberg 1' 27. 239 (a la volta 53)